# Carol Brown
Carol Page Brown (ur. 19 kwietnia 1953 w Oak Park) – amerykańska wioślarka, brązowa medalistka olimpijska i czterokrotna medalistka mistrzostw świata.

## Kariera
Wystąpiła na igrzyskach olimpijskich w Montrealu w 1976, gdzie osada USA w składzie: Jackie Zoch, Anita DeFrantz, Carie Graves, Marion Greig, Anne Warner, Peggy McCarthy, Carol Brown, Gail Ricketson i Lynn Silliman (sternik) zdobyła brązowy medal w ósemkach. W finale uplasowały się o 5,36 sekundy za osadą NRD i 2,51 sekundy za osadą ZSRR. Był to debiut tej konkurencji w programie olimpijskim i zarazem jedyny start olimpijski DeFrantz. Uzyskała kwalifikację na igrzyska olimpijskie w Moskwie w 1980, jednak ostatecznie nie wystartowała z uwagi na bojkot tych zawodów przez USA.
W tej samej konkurencji zdobywała również srebrne medale na mistrzostwach świata w Nottingham (1975) i mistrzostwach świata w Monachium (1981) oraz brązowy na mistrzostwach świata w Bledzie (1979). Ponadto zdobyła srebrny medal w czwórkach ze sternikiem na mistrzostwach świata w Cambridge (1978). 
Kształciła się na Uniwersytecie Princeton. 